# James Martin
Pour les articles homonymes, voir James Martin (homonymie) et Martin.
James Martin  (14 mai 1820 - 4 novembre 1886) était un homme politique australien qui fut le sixième Premier Ministre de Nouvelle-Galles du Sud. Il occupa ce poste à trois reprises. Il fut Président de la Cour Suprême de Nouvelle-Galles du Sud de 1873 à 1886.

## Jeunesse
Martin est né à Midleton en Irlande et émigra avec ses parents à Sydney en  Australie à l'âge de un an. Malgré la pauvreté de sa famille il fréquenta l'école jusqu'à l'âge de 16 ans pour devenir ensuite journaliste. 
En 1838, Martin publia un livre l’Australian Sketch Book, une série de croquis de personnages qu'il dédicaça à l'avocat pour qui il travailla comme assistant en 1840. 
Martin  obtint son diplôme de conseiller juridique en 1845 et mena de pair sa carrière de juriste et de journaliste. 
Il épousa Isabella Long le 20 janvier 1853 et eurent 15 enfants. 
En 1848, Martin posa sa candidature à la Chambre Haute dans la circonscription de Durham mais se retira la veille du vote. Plus tard, la même année, il fut élu sans rival lors d'une élection partielle dans la circonscription de Cook et Westmoreland.
Martin fut un législateur efficace mais ses propos acerbes et ses discours sans retenue lui laissèrent peu d'amis au Parlement. Son résultat le plus connu pendant ses premiers huit ans au Parlement fut d'avoir été à l'origine du débat qui aboutit à la création d'une annexe de l'hotel des Monnaies londonien à Sydney.
En 1856 il fut élu au premier Parlement associé à un vrai gouvernement. En août 1856 le premier ministre,Charles Cowper, le nomma Ministre de la Justice mais sa nomination fut controversée car il était le premier à occuper ce poste sans avoir son diplôme d'avocat. Sa nomination fut brève car le gouvernement fut renversé en octobre 1856 et Martin redevint simple parlementaire.
Martin devint avocat en 1856 et fut nommé Conseil de la Reine en 1857. Il redevint Ministre de la Justice dans le second gouvernement Cowper la même année. Cependant il ne modéra pas ses propos et après une série de conflits avec ses collègues ministres, il démissionna de son poste en novembre 1858.

## Premier Ministre
En octobre 1863, le gouverneur de l'État demanda à Martin de former un gouvernement pour diminuer le déficit et réduire le chômage. Nommé Premier Ministre, Martin prit rapidement des mesures pour ralentir l'immigration et augmenta les droits de douane mais il fut incapable de trouver une majorité stable pour faire passer ses réformes. Crédité de peu de résultats, le gouvernement souffrit d'un bon coup de balai lors des élections de 1865 et Martin dut démissionner pour permettre le retour de Charles Cowper.
Cowper fut de nouveau renversé par une motion de défiance en décembre 1865 et en janvier 1866, Martin devint ministre pour la 2e en tant que leader d'un gouvernement de coalition avec son ancien rival Henry Parkes. Son gouvernement démissionna en octobre 1868, mais Martin redevint Premier Ministre une troisième et dernière fois entre décembre 1870 et mai 1872.
Martin quitta le parlement en novembre 1873 et fut nommé aussitôt président de la Cour Suprême de Nouvelle-Galles du Sud. Il occupa le poste pendant 13 ans malgré son mauvais état de santé sur la fin de sa vie. 
James Martin mourut chez lui à Potts Point, à Sydney le 4 novembre 1886 et fut enterré dans le cimetière St Judes à Randwick. En 1909 ses restes furent transférés dans un nouveau caveau au cimetière Waverley.